# Piscidia
Piscidia là một chi thực vật có hoa trong họ Đậu.